# تابوبيا متطاولة
تابوبيا متطاولة (الاسم العلمي:Tabebuia elongata) هي نوع من النباتات تتبع جنس التابوبيا من الفصيلة البنيونية.